# Kitty in a Casket
Kitty in a Casket est un groupe de psychobilly et horror punk autrichien, originaire de Vienne. Dans un entretien à skruttmagazine.se, la chanteuse Kitty Casket définit la musique de la formation : « mélodie, énergie, fête ». Durant son existence, le groupe partagera la scène avec notamment The Exploited, The Other, Betontod, Die Kassierer, Dead Kennedys, The Bones, Guana Batz, Mad Sin, V8 Wankers, Tiger Army, et The Creepshow.

## Biographie
Le groupe est formé en 2008. En août 2010, le groupe publie l'EP HalloWien sur MySpace. 
La formation composée de Kitty Casket (voix), Tom Mooner (contrebasse), Billy the Bat (guitare, Todd Flash (guitare), et Mike Mean Machine (batterie) participe à l'élaboration de l'album Bittersweet. L'album sort en 2013. Le groupe embarque dans une tournée américaine de cinq semaines en soutien à Bittersweet jouant localement 27 concerts.  Ils jouent également au Free and Easy Festival à Munich le 2 août 2014.
En février 2016, le groupe publie un nouvel album studio, Kiss and Hell, en collaboration avec le label allemand Rodeostar/SPV. L'album comprend un total de 13 titres. Cette même année, ils reviennent sur la côte ouest américaine en automne 2016, et jouent leur premier concert britannique d'Halloween. Au début de 2017, Kitty in a Casket lance un appel aux dons sur PledgeMusic pour financer leur nouvel album, Rise, dont 118% de l'objectif est atteint. En avril 2017, ils sont annoncés pour le Summer Breeze.

## Membres
- Kitty Casket - voix
- Tom Mooner - contrebasse
- Billy the Bat - guitare
- Todd Flash - guitare
- Mike Mean Machine - batterie

## Discographie
- 2009 : Horror Express (Crazy Love Records/Cargo Records)[10],[1]
- 2009 : HalloWien (Crazy Love Records/Cargo Records)[10]
- 2011 : Back to Thrill (Wolverine Records/Soulfood[10])
- 2013 : Bittersweet[5] (Better than Hell Records)[10]
- 2016 : Kiss and Hell (Rodeostar Records[10])
- 2017 : Rise! (Rodeostar Records/Soulfood)

## Clips vidéo
- 2009 : Moonlight Massacre
- 2009 : Bloody Lovesong
- 2009 : Bride of the Monster
- 2011 : Don't Get Me Wrong
- 2013 : All The Things She Said (avec Lolita KompleX (en))
- 2013 : Dancing with the Devil
- 2015 : Kreepsville 666
- 2016 : Sticks & Stones
- 2016 : Lurking in the Dark
- 2016 : Deep Black Underground
- 2017 : White Lies
- 2017 : Cold Black Heart